# Вільчковиці-Ґурні (Мазовецьке воєводство)
Вільчковиці-Ґурні (пол. Wilczkowice Górne) — село в Польщі, у гміні Козениці Козеницького повіту Мазовецького воєводства.
Населення — 159 осіб (2011).
У 1975-1998 роках село належало до Радомського воєводства.

## Демографія
Демографічна структура станом на 31 березня 2011 року:
|          | Загалом | Допрацездатний вік | Працездатний вік | Постпрацездатний вік |
| -------- | ------- | ------------------ | ---------------- | -------------------- |
| Чоловіки | 83      | 25                 | 50               | 8                    |
| Жінки    | 76      | 20                 | 46               | 10                   |
| Разом    | 159     | 45                 | 96               | 18                   |